# Салабанов, Василий Михайлович
Василий Михайлович Салабанов (26 марта [8 апреля] 1902, Дерягино, Ивановская Промышленная область — 13 октября 1941, Лом, Ярославская область) — советский художник, мастер палехской миниатюры.

## Биография
Родился 26 марта (8 апреля) 1902 года в деревне Дерягино Вязниковского уезда Владимирской губернии в семье иконописца. Учился в иконописном училище, работал в иконописных мастерских. В 1926 году был принят в Артель древней живописи учеником Ивана Зубкова. В 1928 году стал членом артели. С 1932 года участвовал в художественных выставках.
После начала Великой Отечественной войны отправился на фронт. Погиб 13 октября 1941 года при бомбардировке железнодорожного эшелона на станции Лом под Рыбинском, не доехав до фронта. В том же эшелоне погибли другие палехские художники Павел Баженов и Виктор Жегалов.

## Творчество
Салабанова относят ко второму поколению палехских художников, прошедших накануне революции обучение в иконописной школе. Искусствовед Виталий Котов отмечал, что в творчестве Салабанова «во всём чувствуется преувеличенная энергия формы и линии». Он писал свои произведения по мотивам русского фольклора («Как Илья Муромец стал богатырём», 1937), русской литературы («Сказка о рыбаке и рыбке», 1929; «Петербургские повести»; «Мёртвые души»; «Нос», 1935; «Чичиков у Манилова», 1935; «Чичиков у Коробочки», 1936), западноевропейской классики («Гаргантюа унёс колокола с собора Парижской Богоматери», 1936), современной деревенской жизни («Выборы в сельсовет», 1934).
Работы Салабанова хранятся в Государственном музее Палехского искусства, Государственном Русском музее, Всероссийском музее декоративно-прикладного и народного искусства, Музее народного искусства НИИ художественной промышленности, Сергиево-Посадском государственном историко-художественном музее-заповеднике, Ивановском областном художественном музее, Музее-квартире А. С. Пушкина (Мойка, 12), Государственном музее А. М. Горького, Киевском музее русского искусства.

## Галерея

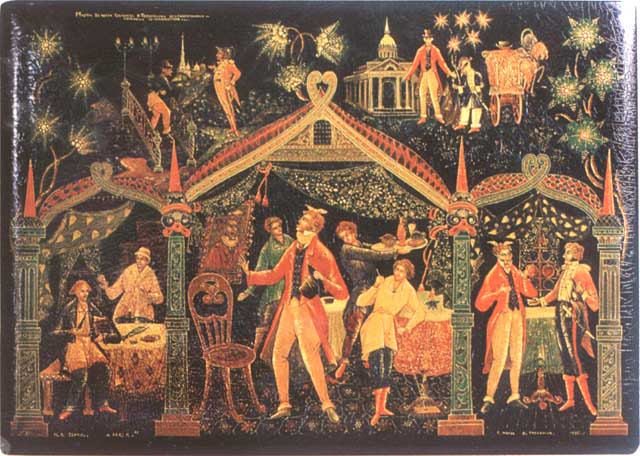
Нос, 1935
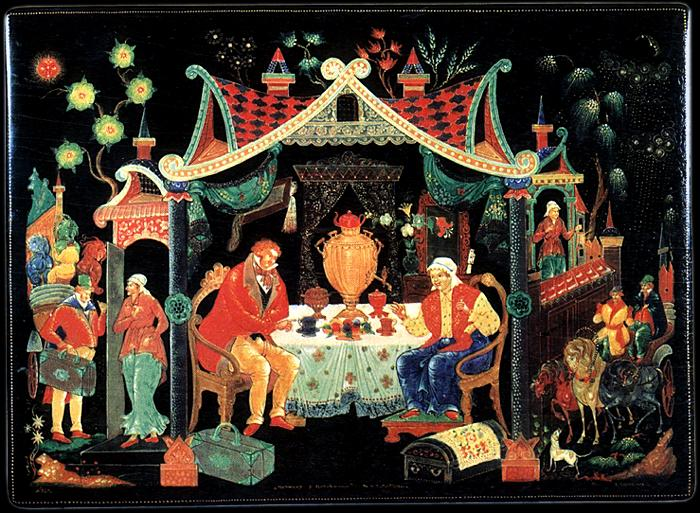
Чичиков у Коробочки, 1936
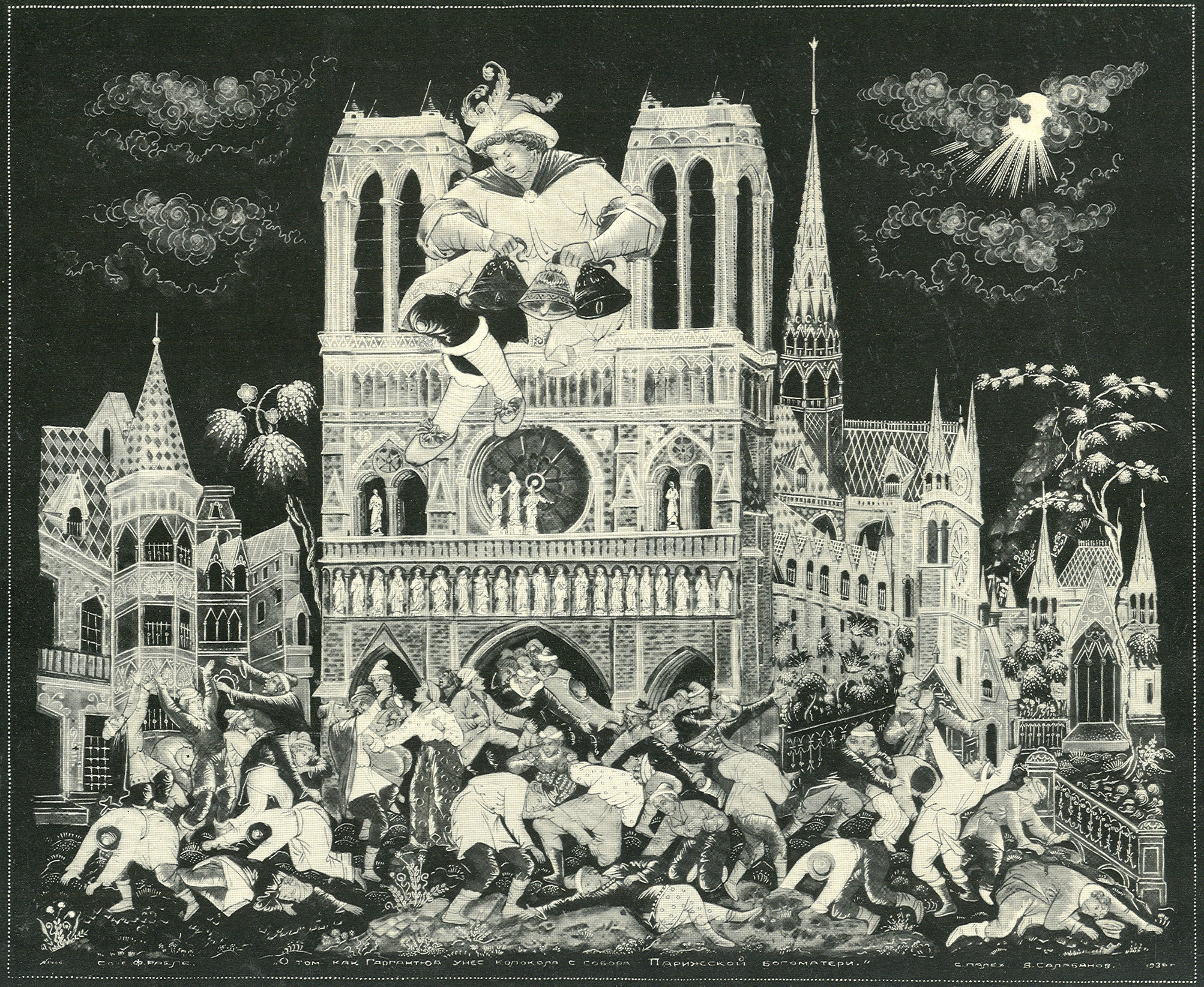
Гаргантюа унёс колокола с собора Парижской Богоматери, 1936
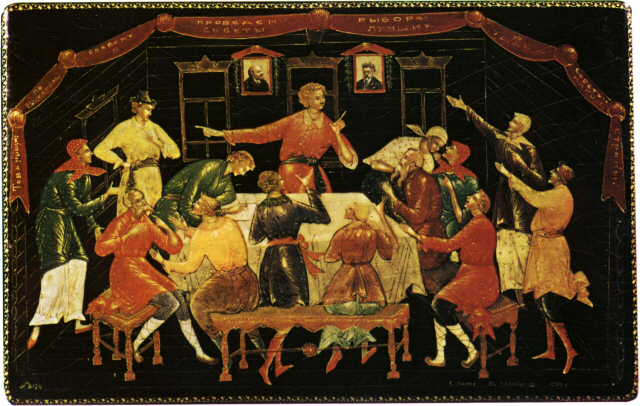
Выборы в сельсовет, 1934
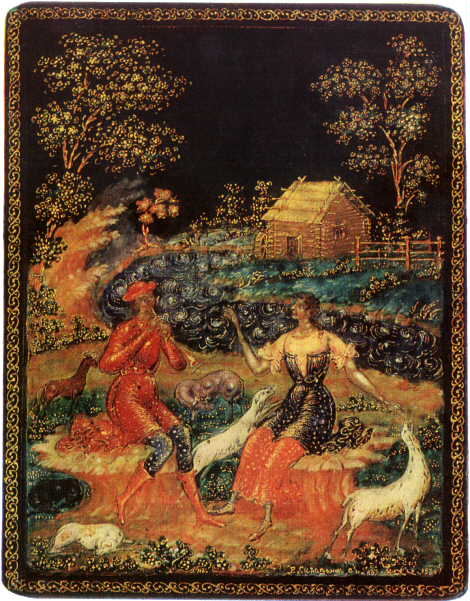
Идилия, 1930